# Robert Curjel
Robert Curjel (17 décembre 1859 à Saint-Gall - 18 août 1925 à Emmetten) est un architecte germano-suisse, actif à la fin du XIXe siècle et au début du XXe siècle.

## Biographie
Robert Curjel étudie d'abord à l'Institut de technologie de Karlsruhe avec Friedrich Eisenlohr, Josef Durm, Heinrich Lang et Otto Warth. Il étudie ensuite à l'université technique de Munich avec Friedrich von Thiersch. Il travaille ensuite à Wiesbaden, où il rencontre l'architecte Karl Moser. Après un séjour de deux ans à Berlin, où il travaille avec Hans Grisebach, il fonde avec Moser le cabinet d'architecte Curjel und Moser, en 1888.

## Réalisations et projets
- 1892–1893 : evang.-ref. Johanneskirche à Berne
- 1897–1900 : evang. Christuskirche à Karlsruhe, Weststadt, Mühlburger Tor
- 1898–1901 : Banque Veit L. Homburger à Karlsruhe, Karlstraße
- 1898–1901 : evang.-ref. Pauluskirche à Bâle, Steinring
- 1899–1900 : Villa Langmatt pour Sidney et Jenny W. Brown à Baden
- 1901–1902 : Reichsbank-Nebenstelle à Bad Kreuznach, Mühlenstraße
- 1901–1904 : evang. Johanniskirche à Mannheim-Lindenhof
- 1902–1905 : evang.-ref. Pauluskirche à Berne
- 1903–1904 : Reichsbank-Stelle à Darmstadt, Kasinostraße
- 1904–1905 : Reichsbank-Stelle à Ludwigshafen, Rheinuferstraße
- 1904–1905 : Maison Baumann à Baden, Mellingerstrasse
- 1904–1906 : Reichsbank-Nebenstelle à Lahr (Schwarzwald), Luisenstraße
- 1905–1907 : Reichsbank à Metz (Reichsland Elsaß-Lothringen)
- 1905–1907 : evang. Garnisonskirche à Kiel-Wik, Weimarer Straße
- 1905–1907 : evang. Lutherkirche à Karlsruhe, Oststadt, Durlacher Allee
- 1906–1908 : Reichsbank-Nebenstelle à Bruchsal, Amalienstraße
- 1907–1910 : Evangelische Landeskirche à Karlsruhe, Blumenstraße
- 1908–1909 : Reichsbank-Nebenstelle à Pforzheim, Emilienstraße
- 1908–1911 : Villa de l'industriel Hämmerle à Dornbirn, à Oberdorf
- 1909 : evang. Nicolaikirche à Francfort-sur-le-Main, Rhönstraße
- 1910 : Kunsthaus Zürich
- 1910–1913 : Badischer Bahnhof à Bâle
- 1911–1913 : Magasin H. & C. Tietz à Karlsruhe, Kaiserstraße
- 1911–1914 : Kollegiengebäude der Universität Zürich, Hirschengraben
- 1912–1913 : Banque de l'Allgemeinen Aargauischen Ersparniskasse à Aarau, Bahnhofstrasse
- 1913 : Bâtiments administratifs de l'Allgemeinen Ortskrankenkasse à Karlsruhe, Gartenstraße
- 1914 : Maison Bassermann à Mannheim, Oststadt, Bassermannstraße
- 1914–1915 : Pavillon d'exposition et Konzerthaus à Karlsruhe, sur la Festplatz